# داستان (فیلم ۲۰۱۲)
داستان (به هندی: Kahaani) فیلمی معمایی و رازآلود محصول سال ۲۰۱۲ و به کارگردانی سوجوی گوش است. در این فیلم بازیگرانی همچون ویدیا بالان، پارامبراتا چاترجی، نوازالدین صدیقی، ایندرانیل سنگوپتا، ساواتا چاترجی ایفای نقش کرده‌اند. این فیلم یکی از بهترین آثار فیلم های معمایی محسوب می شود که امتیاز بالایی را از سوی وبگاه IMDB و منتقدان کسب کرد.
در سال ۲۰۱۶ دنباله این فیلم با نام داستان ۲ ساخته شد.

## جستارهی وابسته
- داستان ۲